# Chiesa di San Lorenzo (Banari)
La chiesa di San Lorenzo è un edificio religioso situato a Banari, centro abitato della Sardegna nord-occidentale.

Consacrata al culto cattolico è sede dell'omonima parrocchia e fa parte dell'arcidiocesi di Sassari.
Edificata durante il XIII secolo, ha subito numerosi rimaneggiamenti; nel diciannovesimo secolo è stata completamente rifatta la facciata in forme neoclassiche.